# Entführung von Jaycee Lee Dugard

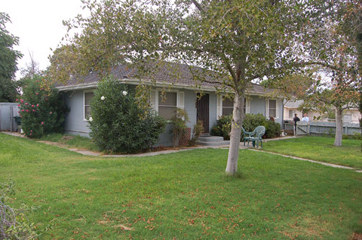
Haus des Entführers in Antioch, Kalifornien

Bei der Entführung von Jaycee Lee Dugard und ihrer achtzehnjährigen Gefangenschaft, die am 26. August 2009 endete, handelt es sich um einen aufsehenerregenden Kriminalfall in den Vereinigten Staaten. Das kindliche Entführungsopfer wurde sexuell missbraucht und brachte in Gefangenschaft zwei Töchter zur Welt.

## Entführung und Gefangenschaft

Fotos von 2009
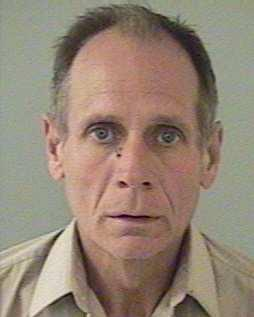
Entführer Phillip Garrido
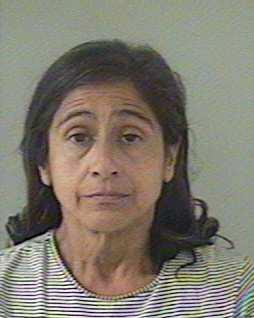
Mittäterin Nancy Garrido

Jaycee Dugard wurde am 10. Juni 1991 im Alter von elf Jahren entführt und anschließend mehr als 18 Jahre gefangengehalten. Vorher lebte sie mit ihrer Mutter, ihrer damals einjährigen Halbschwester und dem Stiefvater im kalifornischen South Lake Tahoe. Am Entführungstag wurde sie auf dem Weg zur Schule von einem Paar in ein Auto gezerrt. Ihr Stiefvater beobachtete den Vorgang aus einiger Entfernung und alarmierte die Polizei. Umfangreiche Suchmaßnahmen in der Folgezeit, auch mittels einer bekannten amerikanischen Fernsehsendung, hatten keinen Erfolg. Zeitweise geriet der Stiefvater, der das Kind als Letzter gesehen hatte, selbst unter Tatverdacht.
Der Entführer Phillip Garrido ist ein vorbestrafter Sexualstraftäter, der bereits 1977 wegen Entführung mit Vergewaltigung verurteilt und elf Jahre später auf Bewährung entlassen wurde. Nach der Entführung von Jaycee Dugard hielt Garrido sein Opfer auf seinem Anwesen in Antioch rund 70 Kilometer östlich von San Francisco gefangen. Dies geschah offenbar überwiegend im Hinterhof seines Wohnhauses. Dort waren Verschläge und Zelte aufgestellt.
Als unmittelbar tatbeteiligt gilt Garridos Ehefrau Nancy Garrido, die mit ihrem Mann zusammen verhaftet wurde. Als Phillip Garrido im Jahr 1993 wegen Verstoßes gegen Bewährungsauflagen vier Monate Haft im Gefängnis absitzen musste, blieb Jaycee Dugard trotzdem eingesperrt.
Garrido vergewaltigte Jaycee Dugard mehrfach. Als sie 13 und 17 Jahre alt war, bekam sie Kinder, die zum Zeitpunkt der Befreiung 15 und 11 Jahre alt waren. Phillip Garrido machte den beiden vor, ihre tatsächliche Mutter Jaycee Dugard sei ihre Schwester, während seine Frau Nancy die Mutterrolle übernehmen sollte. Inwiefern ihm dies tatsächlich gelungen ist, ist unbekannt.
Während ihrer Gefangenschaft entwickelte Dugard eine sehr starke Abhängigkeit von ihrem Entführer und nutzte aus diesem Grund einige Gelegenheiten nicht, Fremde auf ihr Schicksal aufmerksam zu machen. Medienberichten zufolge arbeitete sie zuletzt in der Druckerei von Garrido und hatte dort regelmäßigen Kontakt mit Kunden. Jedoch konnte Garrido ihr stets weismachen, die Welt sei ein gefährlicher Ort, an dem ihr und den beiden Töchtern Schlimmes zustoßen könne.
2011 veröffentlichte Dugard unter dem Titel A Stolen Life (dt. Titel: Ein gestohlenes Leben) ein Buch über ihre Entführung und Gefangenschaft.

## Befreiung und Kritik an der Polizei
Am 26. August 2009 kamen die mittlerweile 29-jährige Dugard und die beiden Kinder durch einen Zufall frei, weil die Polizei auf Garrido aufmerksam wurde, als er auf dem Campus der Berkeley-Universität in Begleitung zweier minderjähriger Mädchen die Erlaubnis für eine religiöse Veranstaltung vor Ort einholen wollte. Später stellte sich heraus, dass die Kinder seine Töchter waren, die den Vergewaltigungen entstammten.
Die Strafverfolgungsbehörden sahen sich aufgrund der Geschehnisse kritischen Fragen ausgesetzt, die auf mögliche Versäumnisse hindeuteten. Garrido trug als Bewährungsauflage eine elektronische Fußfessel, die seine Bewegungen aufzeichnete, und traf mehrmals monatlich einen Bewährungshelfer. Die Polizei war befugt, zu jeder Zeit unangemeldete Hausinspektionen vorzunehmen. Kurz nach der Entdeckung wurde darüber hinaus bekannt, dass die Polizei im Jahr 2006, drei Jahre vor der Befreiung, einen Hinweis aus der Nachbarschaft erhalten hatte, dass im Garten von Garrido Kinder in Zelten lebten. Dem Hinweis wurde nicht mit dem erforderlichen Nachdruck nachgegangen.

## Entschädigung
Im Juni 2010 stimmten beide Kammern des Parlaments im US-Bundesstaat Kalifornien für die vom kalifornischen Justizministerium empfohlene Auszahlung in Höhe von 20 Millionen Dollar an Dugard (18 Jahre Gefangenschaft) und die beiden mit ihrem Entführer gezeugten Kinder (11 und 15 Jahre). Das ergibt etwa 1250 Dollar pro Tag der insgesamt 44 Jahre Gefangenschaft. Die Parlamentarier werteten den Fall Dugards als „unvergleichlich und tragisch“.

## Strafverfahren
Ein Gericht im Bezirk El Dorado verhandelte die Anklage gegen den 58-jährigen Garrido und seine 54-jährige Frau Nancy. Dem Paar wurden unter anderem Entführung, Vergewaltigung und Freiheitsberaubung vorgeworfen. Beide plädierten zunächst auf nicht schuldig, am 29. April 2011 bekannten sich beide jedoch als schuldig. Am 2. Juni 2011 wurde Philip Garrido zu 431 Jahren Haft verurteilt; seine Frau Nancy zu 36 Jahren Gefängnisstrafe.

## Ähnliche Fälle
Der Fall weist Parallelen mit anderen spektakulären Entführungsfällen auf, bei denen minderjährige Opfer – und teilweise deren infolge des Verbrechens gezeugten Kinder – jahrelang eingesperrt wurden (siehe vor allem die Entführung von Steven Stayner, die Entführung von Colleen Stan, die Entführung von Natascha Kampusch und den Kriminalfall Fritzl von Amstetten).